# Station Cepu
Cepu is een spoorwegstation in de Indonesische provincie Midden-Java.

## Bestemmingen
- Rajawali: naar Station Surabaya Pasarturi en Station Semarang Tawang
- Sembrani: naar Station Surabaya Pasarturi en Station Jakarta Kota
- Gumarang: naar Station Surabaya Pasarturi en Station Jakarta Kota
- Blora Jaya Ekspres: naar Station Semarang Poncol en Station Bojonegoro
- Kertajaya: naar Station Surabaya Pasarturi en Station Jakarta Kota
- Feeder Tawang Jaya: naar Station Semarang Poncol en Station Bojonegoro